# Yóstiro de San Antonio
Yóstiro de San Antonio es una localidad del estado mexicano de Guanajuato. Es parte del municipio de Pueblo Nuevo.

## Toponimia
El nombre «Yóstiro» proviene de los términos en purépecha: yosti, largo; ro, lugar. Su significado es «lugar alargado». El nombre «San Antonio» hace referencia al santo patrono de la localidad: Antonio de Padua. 

## Demografía
| Gráfica de evolución demográfica |
|                                  |

| Censo | Población |
| ----- | --------- |
| 1900  | 468       |
| 1910  | 347       |
| 1921  | 257       |
| 1930  | 420       |
| 1940  | 324       |
| 1950  | 253       |
| 1960  | 333       |
| 1970  | 570       |
| 1980  | 507       |
| 1990  | 915       |
| 2000  | 1 016     |
| 2010  | 1 032     |
| 2020  | 1 277     |